# Akrokolioplax bicornis
Akrokolioplax bicornis är en fiskart som först beskrevs av Wu, 1977.  Akrokolioplax bicornis ingår i släktet Akrokolioplax och familjen karpfiskar. IUCN kategoriserar arten globalt som otillräckligt studerad. Inga underarter finns listade i Catalogue of Life.